# Nawiady

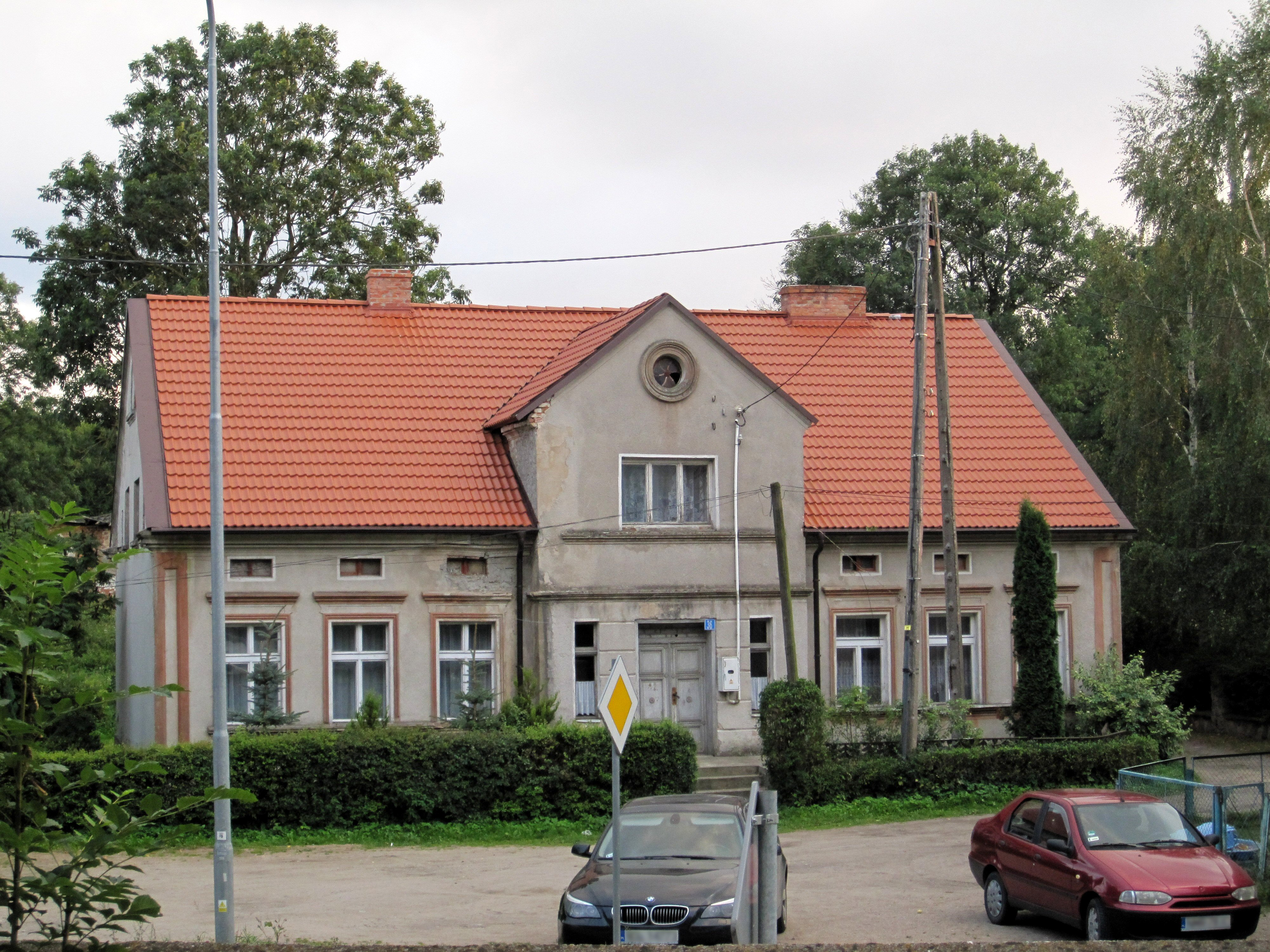
Nawiady, budynek

Nawiady (do 1945 r. niem. Aweyden) – wieś w Polsce położona w województwie warmińsko-mazurskim, w powiecie mrągowskim, w gminie Piecki.
Do 1954 roku siedziba gminy Nawiady. W latach 1954–1972 wieś należała i była siedzibą władz gromady Nawiady. W latach 1975–1998 miejscowość administracyjnie należała do województwa olsztyńskiego.
We wsi znajduje się dawny kościół ewangelicki, obecnie użytkowany przez katolików. Na terenie wsi działalność duszpasterską prowadzi filiał Kościoła Ewangelicko-Augsburskiego oraz katolicka parafia pw. św. Józefa. W Nawiadach istnieje szkoła podstawowa z salą gimnastyczną i boiskiem, a także sklep spożywczy i market sieci Alux.
Pierwotna zabudowa wsi skupiona był wokół stawu wiejskiego, późnej powstały kolonie (wybudowania) wzdłuż drogi Babięta - Piecki.

## Historia
Wieś została założona w 1397 r. jako osada bartnicza na 60 włókach, przez komtura ryńskiego Jana Schoenfelda. Bartnicy zostali zobowiązani do czynszu w formie miodu, kupowanego od nic w cenie grzywny za beczkę miodu oraz jednego szeląga za funt wosku. Bartnicy otrzymali po trzy włok na prawie chełmińskim. Kościół wymieniano w dokumentach już w 1437 r.
W wyniku intensywnego wykorzystywania lasu dla produkcji potażu i smoły oraz intensywnego karczowania puszczy w wieku XVII, bartnictwo stało się mniej dochodowe. Po 1700 r. zmieniono dotychczasowy czynsz w naturze i wprowadzono czynsz pieniężny w wysokości 40 grzywien rocznie. Bartnicy zaczęli zakładać pasieki w sadach i ogrodach oraz mogli dysponować miodem we własnym zakresie. W wyniku pomiaru włók okazało się, że są nadwyżki.
Szkoła we wsi powstała jako szkoła parafialna, najpóźniej w XVI w. Z raportów, spisanych w 1760 r. wynikała, że szkoła znajduje się w bardzo złym stanie i grozi zawaleniem. Ówczesny rektor (pierwszy nauczyciel) zabiegał o dotacje na wybudowanie nowego budynku szkolnego. Władze dostarczyły drewna a koszty samej budowy sfinansować musiała tutejsza parafia.
W 1785 r. we wsi było 56 domów. W 1815 w 67 domach mieszkało 389 osób. W tym okresie wznowiono jarmarki w Nawiadach. W 1818 r. do szkoły w Nawiadach uczęszczało 55 uczniów. W 1838 r. we wsi mieszkały 553 osoby. W tym czasie, poza małymi gospodarstwami chłopskimi było jedno większe, dworskie, które w 1900 roku obejmowało 26 włók. W 1883 r. w tutejszej parafii było 6000 Polaków i 338 Niemców. Według danych z 1901 r. w parafii było 5920 Polaków i 1200 Niemców. W 1912 r. gospodarstwo to zostało kupione przez Towarzystwo Rolne z Królewca i rozparcelowane na mniejsze działki, na których osadzono Niemców spoza Prus oraz z Rosji. W 1914 r. we wsi była trzyklasowa szkoła. W 1935 r. uczyło się w niej 131 uczniów. W 1937 do parafii w Nawiadach należało 20 miejscowości. W 1939 r. we wsi mieszkało 657 osób.
Po 1945 r. kościół pozostał własnością ewangelików. 1 maja 1981 roku miejscowi katolicy przejęli kościół siłą co zatwierdzono prawnie jako dzierżawę dopiero w 1983 roku. Formalnie kościół został odkupiony od ewangelików dopiero w 1994 r. Parafię katolicką erygowano ponownie (po okresie reformacji) w 1981 r.

## Ludzie związani z miejscowością
W Nawiadach przez długie lata pastorem był Jan Brafkowius (1678-1738), wydawca kancjonału "Pieśni niektóre z niemieckiego przetłumaczone przez Jana Brafkowiusa". W roku 1738 Brafkowius zmarł w Nawiadach.

## Zabytki
Kościół gotycki z 1437, odbudowany po pożarze w 1521, później (od czasów reformacji, tj. 1525 r.) kościół ewangelicki, obecnie użytkowany przez katolików, gruntownie odremontowana w latach 1600-1603, wieża w górnej części drewniana, pochodzi z 1687 r. Fasada ze schodkowym przyczółkiem, później dobudowania zakrystia również z przyczółkiem. Budowla była wielokrotnie przebudowywana, m.in. w latach 1933-1934. Strop w nawie drewniany, o przekroju trapezu.
W świątyni późnorenesansowy ołtarz główny, pierwotnie kazalny (z amboną), na ruchomych skrzydła ołtarza malowidła, przedstawiające czterech ewangelistów oraz sceny z Męki Chrystusa. Później pierwszy proboszcz ks. Teodor Bałtuszewicz ozdobił figurą św. Józefa (przed zabytkowym ołtarzem stoi obecnie ołtarz posoborowy, w którym wykorzystano siedemnastowieczny korpus ambony). Organy z 1806 r. Wśród zabytkowego wyposażenia znajduje się późnogotycki, pozłacany kielich dedykowany św. Barbarze.

## Pastorzy luterańscy w Nawiadach
- Johann Penili
- Petrus Przedziecki, (1527)
- Petrus Pogorzelski, 1553
- Matthias Nowogrod, 1564–1581
- Cyprian Willamowius, ab 1592
- Crispin Willamowius, 1607
- Georgius Cibrowius
- Petrus Gusovius, 1613–1646
- Jacob Eichel
- Georg Nennichius, 1645–1662
- Johann Jonas, 1661–1714
- Michael Boretius, 1661–1665
- Stanislaus Wannovius, 1665–1713
- Sebastian Andreä, 1684–1689
- Georg Boretius, 1689–1702
- Georg Friedrich Boretius, 1713–1733
- Johann Barfchowius, 1714–1738
- Michael Greger, 1733–1773
- Daniel Heinrich Tschepius, 1738–1744
- Andreas Appelbaum, 1744–1758
- Michael Ludwig, 1758–1788
- Johann Heinrich Büttner, 1773–1779
- Johann Georg Konietzka, 1779–1784
- Georg Wilhelm Funk, 1784–1787
- Sigismund Krupinski, 1788–1809
- Johann Friedrich Rogowski, 1789–1806
- Johann Jacob Tusch, 1806–1819
- Michael Spekowius, 1809–1817
- Sigismund F. Pianka, 1815
- Johann Rutkowski, 1817–1850
- Carl Adolf Schrage, 1838–1846
- (Carl W.) Heinrich Rutkowski, 1846–1883[7]
- Karl Gettkandt, 1884–1906[8]
- Georg A. M. Stentzler, 1895–1900
- Friedrich Bremer, 1900
- Karl E. Fr. Stentzler, 1900
- Franz Schrader, 1902–1904
- Gustav Adolf Will, 1906–1935
- Louis Wosien, 1906–1907
- Hans Beckherrn, 1929
- Bruno Heinze, 1934–1943
- Helmut Dude, 1943–1944